# Собор Святого Франциска Ксаверия (Шикутими)
Собор Святого Франциска Ксаверия (англ. The Cathedral of St. Francis Xavier, фр. Cathédrale Saint-François-Xavier) — католическая церковь в городе Шикутими (Квебек, Канада); кафедральный собор епархии Шикутими.

## История
Нынешняя церковь святого Франциска Ксаверия — четвёртый храм, построенный на этом месте, и третий собор епархии Шикутими. Первый собор сгорел в результате пожара 24 июня 1912 года, второй также серьёзно пострадал от пожара 16 января 1919 года. Церковь святого Франциска Ксаверия была построена и освящена в качестве кафедрального собора епархии Шикутими в 1922 году.